# Papilio tros
Papilio tros là một loài bướm thuộc họ Bướm phượng (Papilionidae). 
Loài Papilio tros được mô tả năm 1825 bởi Hübner. Loài bướm Papilio tros sinh sống ở .